# Emeryrhynchium emeryanus
Emeryrhynchium emeryanus (лат.) — вид одиночных ос (Eumeninae), единственный в составе рода Emeryrhynchium Gusenleitner, 2007. Назван в честь мирмеколога профессора Карла Эмери

## Описание
Длина 14 мм. При черной основной окраске на голове и груди желтые: пятна на жвалах, крупные пятна по бокам наличника, два небольших пятна на лбу над усиками, а также узкие и короткие полосы на висках. Мандибулы окрашены в красный цвет (если не в желтый), ноги и брюшко красные, за исключением нисходящей области 1-го тергита. Крылья темные, с фиолетовым отливом. От близких родов ос отличается следующими признаками: проподеум не закругляется, латерально закруглен; клипеус самки в длину и ширину, блестящий, вершина у обоих полов прямая; метанотум блестящий, на задней части вертикально полосатый; задние границы тергитов I—III гладкие, пластинчатые. Скутеллюм пунктированный. Лабиальные щупики с четырьмя сегментами. Максиллярные щупики с шестью сегментами. Аксиллярная ямка щелевидная. Метанотум без полупрозрачного, пластинчатого латерального киля; мезонотум пунктированный; тергит I без придатков; метанотум без бугорков; мезонотум без продольных килей. Задняя граница тергита I непрозрачная. Метанотум без боковых зубцов. Тегулы сужаются кзади, достигая заднего конца паратегул. Пронотум шире длины в дорсальном виде; тергит I длиннее ширины в дорсальном виде; задний конец тергита II с неглубокой впадиной. Тергит I более чем в 0,5 раза шире тергита II в дорсальном виде. Средние голени с одной шпорой. Переднее крыло с первой и второй возвратными жилками, исходящими в субмаргинальной ячейке II.

## Распространение
Встречается в Афротропике (Заир, Сьерра-Леоне, Экваториальная Гвинея).